# Emily Seebohm
Emily Seebohm (n. 5 iunie 1992, Adelaide, Australia de Sud, Australia) este o înotătoare ce a reprezentat Australia, medaliată olimpică. A participat la 4 ediții ale Jocurilor Olimpice (2008, 2012, 2016, 2020) în care a câștigat 4 medalii de aur și două medalii de argint.